# Александр (Кульчицкий)
Епископ Александр (в миру Андрей Иванович Кульчицкий; 1823, село Камень Шляхетский, Кобринский уезд, Гродненская губерния — 16 (28) декабря 1888) — епископ Русской православной церкви, епископ Костромской и Галичский.

## Биография
Родился около 1823 года в селе Камень Шляхетский Кобринского уезда Гродненской губернии (ныне деревня Октябрь Брестской области) в семье священника Ивана Кульчицкого. Был родственником святителя Иннокентия (Кульчицкого).
В 1847 году окончил Литовскую духовную семинарию. 26 сентября того же года рукоположён во священника к Кобринской Петропавловской церкви и назначен учителем и законоучителем городских училищ.
Овдовел, и 3 ноября 1852 года принял монашество.
В 1853 году поступил в Санкт-Петербургскую духовную академию.
14 мая 1857 года окончил курс академии со степенью кандидата богословия и в ноябре того же года, согласно прошению, зачислен в Пекинскую духовную миссию учителем славянского языка. Преподавал в Албазинском училище, созданном китайским правительством для изучения европейских языков.
В 1864 году — уволен из Миссии с пенсионом 500 руб. в год
С 9 марта 1866 года — инспектор Полоцкой духовной семинарии.
20 апреля 1869 года возведён в сан архимандрита.
18 августа 1871 года вызван на чреду священнослужения и проповеди в Санкт-Петербург.
17 ноября 1871 года назначен настоятелем посольской православной церкви в Риме.
12 марта 1878 года в соборе Александро-Невской лавры в Санкт-Петербурге рукоположён во епископа Туркестанского.
Был самоотверженным миссионером и большим благотворителем, защитником православной веры и русского населения. Своим благонравием (уважением и обходительностью) утверждал любовь между людьми.
В Туркестане он основал при озере Иссык-Куль Свято-Троицкий мужской монастырь, о котором продолжал заботиться даже в Костроме.
С 6 августа 1883 года — епископ Костромской и Галичский.
Скончался 16 декабря 1888 года. Погребён в Костромском Ипатьевском монастыре в церкви праведного Лазаря.